# Roo Panes
 Andrew "Roo" Panes (sinh ra ở Wimborne, Dorset, Anh, ngày 8 tháng 6 năm 1988) là một ca sĩ kiêm nhạc sĩ người Anh. Anh đã phát hành ba EP: Once (2012), Weight of Your World (2012) và Land of the Living (2013). LP đầu tay của anh Little Giant được phát hành vào mùa thu 2014, với đĩa đơn mở đường "Tiger Striped Sky" được phát hành vào ngày 23 tháng 6 năm 2014. Album tiếp theo của anh Paperweights đến vào năm 2016. Album thứ ba của anh, Quiet Man, được phát hành vào năm 2018, với phiên bản deluxe được phát hành vào năm kế tiếp. Panes rất thành thạo với loại đàn acoustic guitar 12 dây. Lối viết nhạc rất nội quan và có một ban nhạc đã góp phần định hình nên phong cách nhạc dân gian cổ điển của anh.
Panes bắt đầu nhận được tiếng vang lớn vào năm 2012 sau khi tham gia một chiến dịch quảng bá cho Burberry khi anh tham gia cùng nữ diễn viên Gabriella Wilde với tư cách là ngôi sao mới của nhãn hiệu Burberry. Hợp đồng cũng bao gồm sản xuất nhạc cho Burberry Acoustic bên cạnh làm người mẫu.

## Lý lịch
Panes xuất thân từ gia đình có truyền thống âm nhạc, bà của anh là một nghệ sĩ piano cổ điển và mẹ anh học nghệ thuật biểu diễn tại Trường Âm nhạc và Kịch nghệ Guildhall và sau đó làm việc trong nhà hát. Chị gái sinh đôi của anh là một nhiếp ảnh gia, chị gái anh là một họa sĩ minh họa đã phát triển và thiết kế bìa album cho tất cả các album của anh.
Panes nhận được biệt danh "Roo" sau khi rơi xuống sông khi còn nhỏ. Đó cũng là sự ngưỡng mộ của anh dành cho nhân vật Winnie-the-Pooh, người đã gặp một số phận tương tự, khi anh chơi trò Poohsticks. Anh đã học đại học và tốt nghiệp lĩnh vực Thần học, và khẳng định rằng chúa Jesus chính là nguồn cảm hứng của anh.

## Album phòng thu
| Năm  | Tên album    | Bài hát trong album |
| ---- | ------------ | --- |
| 2014 | Little Giant | 1. "Know Me Well" 2. "Indigo Home" 3. "Little Giant" 4. "Deeper Than Shallow" 5. "Once" 6. "Tiger Striped Sky" 7. "Home from Home" 8. "Different Child" 9. "Sing for the Wind" 10. "Hands" 11. "How Long" 12. "Ran Before the Storm" |

| Năm  | Tên album    | Bài hát trong album |
| ---- | ------------ | --- |
| 2016 | Paperweights | 1. "Stay with Me" 2. "Corner of My Eye" 3. "The Original" 4. "Lullaby Love" 5. "Paperweights" 6. "Water Over Fire" 7. "Vanished into Everything" 8. "I Was Here" 9. "Summer Thunder" 10. "Where I Want to Go" Bài hát ẩn: "Awoken" |

| Năm  | Tên album | Bài hát trong album |
| ---- | --------- | --- |
| 2018 | Quiet Man | 1. "A Message to Myself" 2. "My Sweet Refuge" 3. "Sketches of Summer" 4. "Ophelia" 5. "A Year in a Garden" 6. "My Narrow Road" 7. "A Gift to You" 8. "Cub" 9. "Quiet Man" 10. "Warrior" 11. "Peace Be with You" |

| Năm  | Tên album                  | Bài hát trong album |
| ---- | -------------------------- | --- |
| 2019 | Quiet Man (Deluxe Edition) | 1. "A Message to Myself" 2. "My Sweet Refuge" 3. "Sketches of Summer" 4. "Ophelia" 5. "A Year in a Garden" 6. "My Narrow Road" 7. "A Gift to You" 8. "Cub" 9. "Quiet Man" 10. "Warrior" 11. "Peace Be with You" 12. "Soldier Of Hope" 13. "Commentator" 14. "Thinking Of Japan" 15. "All These Walking Thoughts" 16. "Little Giant - Live At Shepherd's Bush Empire" 17. "Corner Of My Eye - Live At Shepherd's Bush Empire" 18. "A Year In A Garden - Live At Shepherd's Bush Empire" 19. "Ophelia - Live At Shepherd's Bush Empire" 20. "My Narrow Road - Live At Shepherd's Bush Empire" 21. "Quiet Man - Live At Shepherd's Bush Empire" 22. "Cub - Live At Shepherd's Bush Empire" |

## EP
| Năm  | Tiêu đề              | Bài hát                                                                                        |
| ---- | -------------------- | ---------------------------------------------------------------------------------------------- |
| 2012 | Once                 | 1. "I'll Move Mountains" 2. "Different Child" 3. "Once" 4. "Mistral"                           |
| 2012 | Weight of Your World | 1. "Know Me Well" 2. "Weight Of Your World" 3. "Sing For The Wind"                             |
| 2013 | Land of the Living   | 1. "Glory Days" 2. "Little Giant" 3. "Home From Home" 4. "Land Of The Living" 5. "Silver Moon" |

## Đĩa đơn
| Năm  | Bài hát               | Album                      |
| ---- | --------------------- | -------------------------- |
| 2011 | "I'll Move Mountains" | Once (EP)                  |
| 2012 | "Silver Moon"         | Land of the Living (EP)    |
| 2012 | "Know Me Well"        | Little Giant               |
| 2013 | "Open Road"           | Weight of Your World (EP)  |
| 2013 | "Home From Home"      | Little Giant               |
| 2014 | "Tiger Striped Sky"   | Little Giant               |
| 2016 | "Where I Want To Go"  | Paperweights               |
| 2016 | "Stay With Me"        | Paperweights               |
| 2016 | "Lullaby Love"        | Paperweights               |
| 2017 | "Soldier of Hope"     | Quiet Man (Deluxe Edition) |
| 2017 | "A Message To Myself" | Quiet Man                  |
| 2018 | "My Sweet Refuge"     | Quiet Man                  |
| 2018 | "Sketches of Summer"  | Quiet Man                  |
| 2018 | "Ophelia"             | Quiet Man                  |
| 2019 | "Warrior"             | Quiet Man                  |

## MV ca nhạc
1. ↑  "Roo Panes in Session, Jo Whiley – BBC Radio 2". BBC. Truy cập ngày 14 tháng 12 năm 2016.
2. ↑  Vogue magazine: Burberry – Meet Roo
3. ↑  Guest Blog | Roo Panes on his musical upbringing For Folk's Sake. ngày 23 tháng 3 năm 2015
4. ↑  Roo Panes jumps at the chance to tour Australia Scenestr. ngày 4 tháng 3 năm 2017
5. ↑  "Seen and Heard: Mr Roo Panes". Mr. Porter. Bản gốc lưu trữ ngày 3 tháng 9 năm 2018. Truy cập ngày 24 tháng 1 năm 2017.
6. ↑  "Daily Discovery: Roo Panes, "Where I Want To Go"". American Songwriter. ngày 16 tháng 3 năm 2016. Bản gốc lưu trữ ngày 3 tháng 9 năm 2018. Truy cập ngày 24 tháng 1 năm 2017.
7. ↑  Listen: Roo Panes – 'A Message To Myself' Clash. ngày 20 tháng 10 năm 2017